# Mezzo professore tra i marines
Mezzo professore tra i marines (Renaissance Man) è un film del 1994 diretto da Penny Marshall.
Il film prevede la presenza di Danny DeVito nel ruolo del protagonista.

## Trama
Bill Rago è un dirigente pubblicitario divorziato e fresco di licenziamento che accetta, con poco entusiasmo, un impiego temporaneo come insegnante presso la base di addestramento dell'esercito degli Stati Uniti. La sua classe è semi-analfabeta, e Bill ha solo sei settimane per insegnare le basi della comprensione e la lingua inglese ai suoi svogliati allievi.
Nonostante la sfiducia del Sergente Cass e la perdita di un brillante tirocinante rivelatosi ex-spacciatore di crack in fuga, il professore saprà, attraverso l'insegnamento dell'Amleto di Shakespeare, conquistare il cuore e la stima della classe, ed accetterà il prolungamento del contratto.